# Islands (Mike-Oldfield-Album)
Islands ist ein Studioalbum des britischen Musikers Mike Oldfield aus dem Jahr 1987. Islands ist auch der Titel eines der Lieder. Nach dem Doppelschlag im Jahr 1984 mit Discovery und The Killing Fields, dem Soundtrack zu dem gleichnamigen Film, hatte Oldfield sich eine dreijährige Pause gegönnt. Von 1987 bis 1999 folgte dann mindestens alle zwei Jahre ein neues Album, bevor Oldfield sich dem Computerspiel und dem dazugehörigen Soundtrack Tr3s Lunas widmete.

## Wissenswertes
- Wie auch schon die Alben Five Miles Out und Crises folgt Oldfield dem Prinzip: ein langes Instrumentalstück (22 Minuten) gefolgt von Gesangsstücken – in diesem Fall sechs an der Zahl.
- Sämtliche Stücke des Albums wurden mit einem Video versehen (diese sind auch auf der DVD Elements zu sehen) – oft mit für damalige Verhältnisse modernster Computertechnik.
- Die Trackliste der US-Version unterscheidet sich von derjenigen, die in Europa auf den Markt kam (Einzelheiten bei 'Tracks'); die Zugabe When The Night’s On Fire fehlt in der US-Version ganz.
- Neben Oldfield waren Michael Cretu (Moti Special, Sandra, Enigma), Geoff Downes (Yes, Asia, GTR), Tom Newman, Simon Phillips und Alan Shacklock (Babe Ruth) für die Produktion des Albums verantwortlich.

## Titelliste (Europaversion)
- The Wind Chimes Part 1 and 2 – 21:47 (in den USA wurden die Stücke auf zwei Tracks getrennt; Teil 1 geht bis zu Minute 02:33)
- Islands – 4:20 (in den USA letzter Track des Albums; gesungen von Bonnie Tyler)
- Flying Start – 3:37 (in den USA Track 6; gesungen von Kevin Ayers)
- North Point – 3:33 (in den USA Track 5; gesungen von Anita Hegerland)
- Magic Touch – 4:14 (in den USA Track 3; gesungen von Jim Price)
- The Time Has Come – 3:55 (in den USA Track 4; gesungen von Anita Hegerland)
- When the Night’s on Fire – 6:40 (in den USA nicht enthalten; gesungen von Anita Hegerland ist dieses fast siebenminütige Stück eine Wiederaufnahme von Motiven aus The Wind Chimes und Islands und ist eine Zugabe für die europäische Albumversion)

## Chartplatzierungen
Islands knüpft an den üblichen Erfolg der Alben von Oldfield an; das Titellied erreichte in Deutschland Platz 41; Magic Touch war ein Top-Ten-Hit in den USA.